# Ligia Amadio

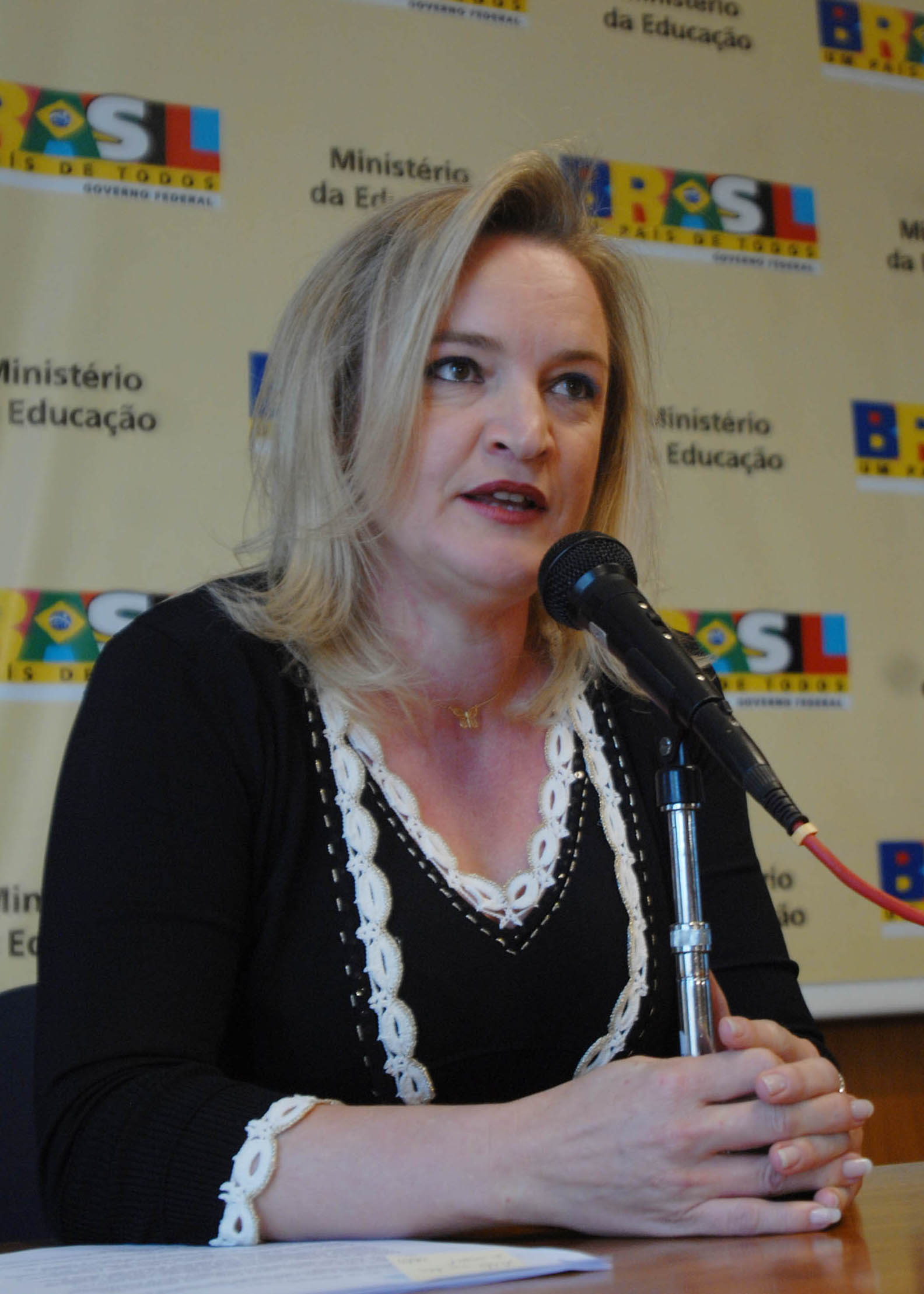
Ligia Amadio, 2007

Ligia Amadio (* 21. August 1964) ist eine brasilianische Dirigentin.

## Leben und Ausbildung
Ligia Amadio wurde 1964 in São Paulo geboren. Im Alter von fünf Jahren begann sie mit dem Klavierunterricht, inspiriert vom Gesang ihrer Mutter.
Sie studierte zunächst Ingenieurwesen an der Universidade Estadual de Campinas, bevor sie zur Musik wechselte. 1991 schloss sie dann einen Bachelor in Dirigieren ab setzte ihr Studium mit einem Master an derselben Universität in São Paulo fort. Ihre Abschlussarbeit mit dem Titel „Hans-Joachim Koellreutter and the relativistic aesthetics of the inacurate and paradoxical“ schrieb sie 1994.
Sie lernte unter anderem bei Eleazar de Carvalho, Hans-Joachim Koellreutter, Kurt Masur und Dominique Rouits.

## Künstlerisches Schaffen
Ihre erste Position als Chefdirigentin und künstlerische Leiterin hatte sie beim Nationalen Sinfonie Orchester Rio de Janeiro von 1996 bis 2008 inne. Danach war sie für ein Jahr Chefdirigentin des Sinfonieorchesters São Paulo, bevor sie auf Wunsch des Orchesters 2010–2014 die Leitung des Mendoza Philharmonie Orchesters in Argentinien übernahm.
Sie dirigierte verschiedene lateinamerikanische Orchester unter anderem das nationale Sinfonieorchester Chile und das Philharmonie Orchester Buenos Aires in Argentinien im Teatro Colón, das Stücke von Antonin Dvorak, Lili Boulanger und Jean Sibelius spielte, sowie Orchester in Mexiko, Peru, Bolivien und Venezuela.
Weitere Auftritte hatte sie international mit Orchestern in Kroatien, Frankreich, Deutschland, Ungarn, Israel, Italien, Japan, Niederlande, Polen, Russland, Slowenien, Thailand, USA, Island und Libanon.
Sie produzierte außerdem von 2000 bis 2003 die Sendung „Musik und Literatur“ und eine Sendung über Stravinsky 2008 im Kultur Radio Rio de Janeiro.

## Diskografie
- Villa-Lobos Orquestra Sinfônica Nacional – Uff, Rio De Janeiro, Brasil, 1998
- Conciertos Argentinos Para Piano Orquesta Sinfónica De La Universidad Nacional De Cuyo Mendoza, Argentina, 2003
- Misa Criolla Orquesta Sinfónica De La Universidad Nacional De Cuyo Mendoza, Argentina
- Noche De Paz Orquesta Sinfónica De La Universidad Nacional De Cuyo Mendoza, Argentina
- Aurora Luminosa Orquestra Sinfônica Nacional – Uff, Rio De Janeiro, Brasil, 2005
- Alma Brasileira Orquestra Sinfônica Nacional – Uff, Rio De Janeiro, Brasil, 2006
- Musica Viva Orquestra Sinfônica Nacional – Uff, Rio De Janeiro, Brasil, 2007
- Música Nova Orquestra Sinfônica Nacional – Uff, Rio De Janeiro, Brasil, 2007
- Família Real Orquestra Sinfônica Nacional – Uff, Rio De Janeiro, Brasil, 2007
- Rachmaninov Concerto Nº 2 Slovenja Radio And Tv Orchestra
- Rachmaninov Concerto Nº 3 Slovenja Radio And Tv Orchestra